# Bosco delle Penne Mozze
Il bosco delle Penne Mozze è un’area naturale e protetta compresa tra le Prealpi Trevigiane e il sistema collinare dell'Alta Pianura Trevigiana. Precisamente si trova in via Tofane numero 3, nella Valle di San Daniele, a Cison di Valmarino. Il paesaggio di Cison si presenta con diversi elementi quali boschi di latifoglie e conifere, distese di vigneti (le colline di queste zone sono molto famose e conosciute per i vini prodotti, in primis il Prosecco di Valdobbiadene DOCG e DOC), prati, pascoli e frutteti.

## Storia

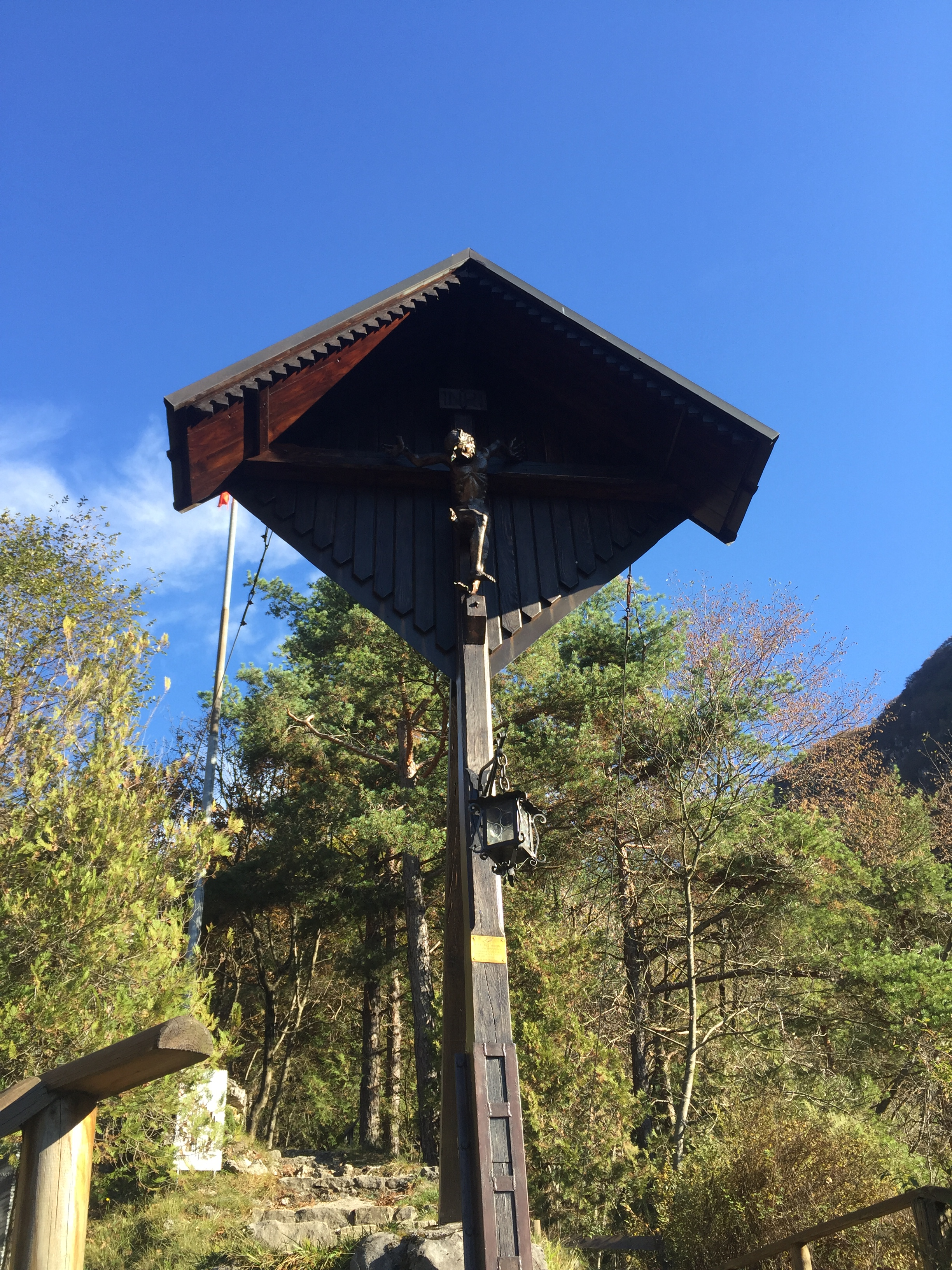
Il Cristo degli alpini

Nel 1968 il bosco delle Penne Mozze iniziò a prendere forma. A ricordo degli Alpini caduti in guerra, è stata posta una scultura in legno, chiamato il “Cristo degli Alpini” ai cui piedi è stata incisa una frase sulla roccia del basamento, che riporta: ''Alle penne mozze ovunque sepolte perché riposino ora e tutte sotto il segno della redenzione”. Da quel momento il Bosco assunse un valore morale immenso, tanto che gli alpini decisero di acquistare i terreni circostanti per creare un luogo sacro, per ricordare in modo vivo e concreto i fratelli caduti in guerra.
Dal 1972 iniziarono le prime opere sostanziali, piantando nuovi alberi e ponendo diverse stele in acciaio in cui furono incisi i nomi degli alpini trevigiani che avevano dato la vita nelle guerre. Nello stesso anno fu inaugurato il bosco con il Primo Raduno degli Alpini delle sezioni del territorio. Il cerimoniale che precede tali momenti, è tuttora caratterizzato, dall’ alza bandiera, la deposizione di una corona d’alloro alla quale segue un breve momento di raccoglimento durante il quale viene cantata la canzone “Penne Mozze” scritta da Mario Altarui e Giulio Salvadoretti, due dei fondatori del Bosco.
Per rendere tale luogo maggiormente caratteristico e significativo, nel 1981, in occasione del raduno annuale venne donata al bosco una Madonna in bronzo, per ricordare le madri che hanno perso i loro figli a causa delle guerre. Venne anche inaugurata la statua dell’Alpino distrutta a Brunico durante il Secondo conflitto mondiale. Tale statua fu costruita nel 1938 su richiesta di Mussolini per ricordare la guerra in Etiopia.
Nell’ottobre 1987 il bosco ed i territori limitrofi, furono colpiti dal diluvio ed i danni furono piuttosto ingenti. Le stele e i monumenti non subirono particolari danni ma i detriti portati dall’impeto della piena del fiume portarono disagi e molto lavoro per ripristinare il Bosco in tutta la sua bellezza.
Negli anni seguenti oltre a costruire un altare ove celebrare le messe venne anche posizionata la “Campana Votiva”.
In occasione del raduno del 2002 fu inaugurato l’"Albero del Ricordo", una struttura in acciaio che da quell’anno in poi sarà ornato delle foglie ideali delle Sezioni ANA di tutta Italia, che vorranno apporne una foglia in ricordo dei loro defunti. I primi a porvene una furono un gruppo di alpini abruzzesi.
Il 29 ottobre 2005 venne inaugurata la stele dell’ "Associazione Nazionale Paracadutisti d’Italia” dedicata agli alpini paracadutisti caduti in servizio.

### Gli artefici del bosco (dal ricordo dell’alpino Giulio Salvadoretti)
Mario Altarui (1926 - 1989) fu l’ideatore, il sostenitore per eccellenza ed il custode del Bosco delle Penne Mozze. Uomo di fede, egli amava la sua terra e aveva profondo rispetto per la sua patria e per i fratelli caduti per la sua libertà. Nel 1978, egli volle costituire l’associazione “Penne Mozze”, con lo scopo di ”rivivere gli Alpini Caduti in tutte le guerre”[2]. Lui e la moglie Antonia, in occasione delle nozze d’argento, donarono al Bosco, tramite l’As.Pe.M., una “Madonna delle Penne Mozze”, opera in bronzo dell’artista Marcello Cagnato, in seguito benedetta dal vescovo Mons. Antonio Cunial, cappellano militare di un reparto Alpino, durante la seconda guerra mondiale. L’opera è situata in uno dei luoghi più suggestivi del Memoriale. Il signor Alturi ebbe una vita molti intensa, caratterizzata sempre dalla sua attenzione alla Penna Nera, che portò, anche durante la sua lunga malattia e da una profonda ricerca storica sulle Truppe Alpine e sulla città di Treviso, colpita dalla guerra. Scrittore brillante, produsse molte opere letterarie, di cui ne citiamo alcune: è considerato il padre di almeno cinque periodici: “Famejia Alpina” della sezione ANA di Treviso; “Fiamme Verdi” alla sezione di Conegliano e “Penne Mozze”. Scrisse anche la ”Preghiera dei Caduti in tutte le guerre” e la canzone delle Penne Mozze con Giulio Salvadoretti, armonizzata in seguito da Efrem Casagrande.
Marcello De Rosso (Moriago della Battaglia, 2 gennaio 1901- 24 novembre 1975) eletto sindaco di Cison dal 1964 e riconfermato fino al 1975, onorò il suo compito con dedizione assoluta. Sin dalla fase iniziale della creazione del Bosco, egli si dimostrò entusiasta dell’idea, sia perché contribuiva a dare dignità al ruolo degli alpini, ma anche perché il Bosco avrebbe rappresentato un richiamo di molte persone e gruppi interessati al Memoriale. Si attivò quindi per trovare i fondi necessari alla creazione del Bosco e a tutti gli aspetti organizzativi che ne conseguivano. Sin dall’inizio, egli fece parte del gruppo promotore del Bosco. Nel 1975 egli ricevette il “Segno di Riconoscenza” dal comitato del Bosco delle Penne Mozze per i meriti acquisiti. Questo non fu il punto di arrivo del suo contributo, ma anzi egli successivamente si recò a Treviso, non senza difficoltà, e definì con Mario Altarui la denominazione del piazzale antistante l’accesso al Bosco donato dal Comune, che propose di chiamare “Piazzale degli Alpini”. Il signor De Rosso morì improvvisamente il 24 novembre 1975, ma la sua proposta trovò attuazione, ed il nome viene ricordato nell’acciaio di ingresso del Bosco.
Marino Dal Moro (2 febbraio 1942 -  31 luglio 1993) iniziò il suo percorso di semplice Alpino durante il servizio militare in cui, dal 1963 al 1965, inquadrato nell'8° Reg. Alpini, Divisione Julia con CAR all’Aquila e corso Marconisti a San Giorgio a Cremano, venne aggregato alla Compagnia Comando a Chiusaforte.  Dopo il congedo, si concentrò sul lavoro e diventò direttore dell’area amministrativa dell’Istituto presso il quale svolgeva la sua attività a soli 47 anni. Si iscrisse all’ANA con l’orgoglio di avere servito la Patria e di portare la penna nera.
Nel poco tempo libero, si dedicò all’edicola in Valle S.Daniele a ricordo di tutti i morti in montagna ed in particolare agli Alpini del Comune Caduti o Dispersi ovunque.
Nel 1970 divenne presidente del gruppo ANA di Cison.
Conosciuto il prof Altarui, contribuì con lui alla nascita e alla realizzazione del Bosco delle Penne Mozze. Il Bosco ha rappresentato per lui un luogo sacro ed importante di cui era geloso ed orgoglioso. La domenica mattina si recava presso il Memoriale e contribuiva con la mente e con il braccio a prendersi cura di esso.
Divenne, dopo la dipartita di Mario Altarui, presidente del Comitato del Bosco.
Marino se ne andò improvvisamente il 31 luglio 1993, nel giorno del compleanno dell’amata moglie.
Virgilio Floriani (Cison, 29 giugno 1906 - Milano, 2000) fu un ingegnere fondatore della "Telettra” che diventerà negli anni successivi un punto di riferimento per la telefonia in ambito nazionale. Nel 1976 egli cedette la ditta alla FIAT e la Telettra prese il nome di Alcatel Lucent.
Costituì nel 1977 la fondazione Floriani, che ancora oggi  "ha lo scopo di promuovere iniziative atte a migliorare la qualità della vita di persone affette da malattie altamente invalidanti e in fase terminale".
Non dimenticò mai la sua terra d’origine e le sue radici; infatti, egli sostenne il lavoro del Bosco e offrì i mezzi necessari per la sua realizzazione.
Simon Benetton (Treviso, 24 ottobre 1933) artista famoso in Italia e nel mondo, collaborò alla realizzazione del Bosco. Nel 1970 il prof. Altarui gli diede l’incarico di progettare il complesso monumentale delle Penne Mozze: esso venne concepito da Benetton come uno spazio vivibile che si estendeva nella vallata di Cison ai piedi delle montagne e rendeva possibile creare dei percorsi e degli spazi dove collocare quasi tremila stele in ferro forgiato, simboli degli Alpini Caduti o Dispersi. Nel grande piazzale si trova il Monumento principale “Tre Penne Mozze”, ricavate dal ferro massiccio modellato a caldo. Vi sono poi altri stemmi scultorei delle Divisioni Alpine. Al lato dei sentieri creati nel Bosco vi sono altri monumenti simbolici che ricordano le varie associazioni.
Ogni stele ha una piastra tagliata con la fiamma ossidrica che permette di creare un taglio segmentato e nella parte centrale si trova una croce modellata a caldo con notevole forza. La stele vuole rappresentare lo spirito di pace nel mondo. La realizzazione dell’intero complesso richiese molti anni di lavoro e grazie all’unione fra l’ANA e le famiglie degli Alpini Caduti o Dispersi, opera per la quale si deve molto a Simon Benetton,  è mantenuta in perfette condizioni.
Francesco Jelmoni, laureato in scienze agrarie ed in Scienze forestali, operò dal 1943 nell’Amministrazione forestale dello Stato. All’epoca della creazione del Bosco egli era a capo dell’Ispettorato ripartimentale delle foreste di Treviso e Venezia. Egli dimostrò il suo apprezzamento per l’iniziativa.

## Descrizione

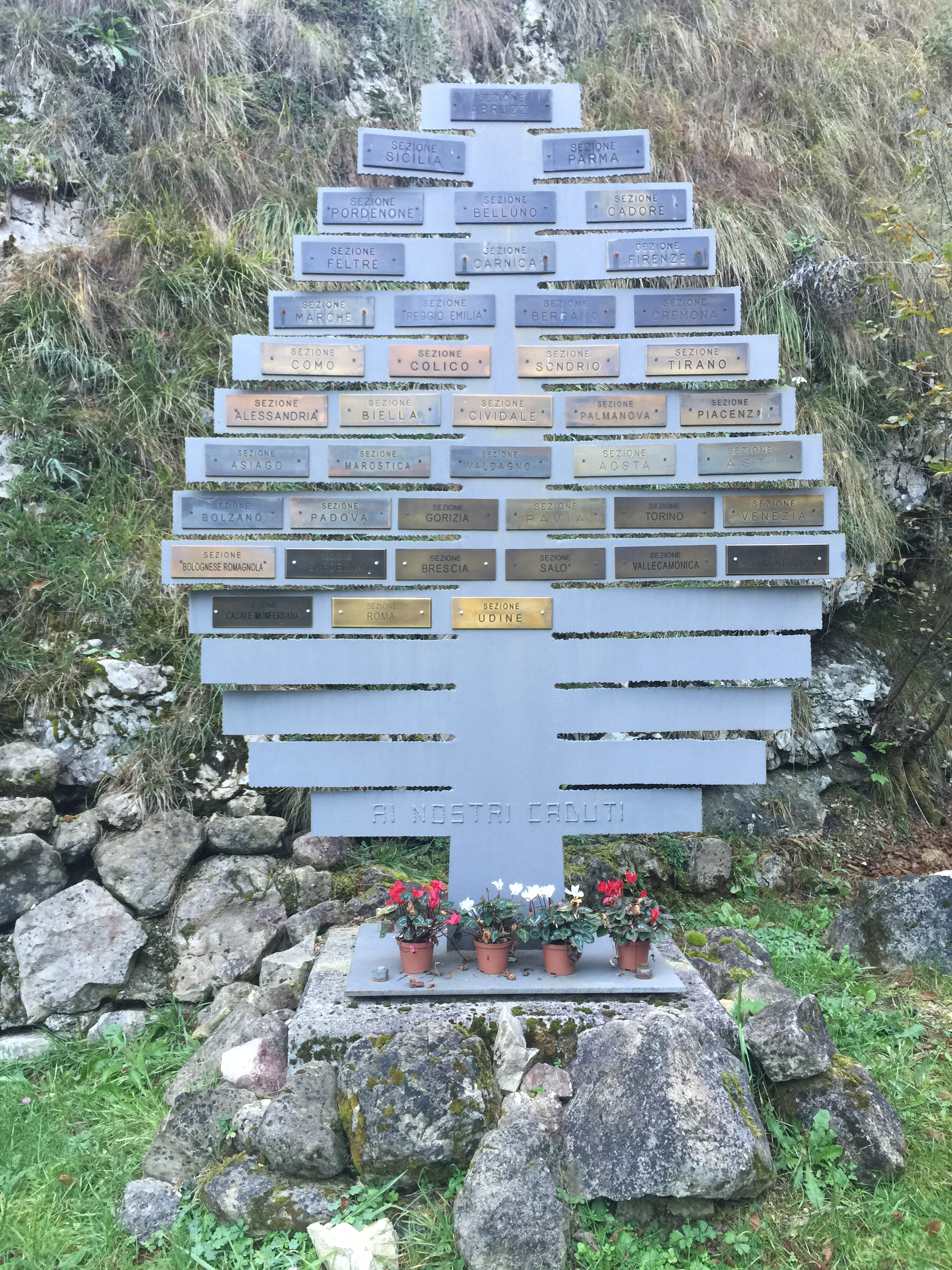
Albero del ricordo

Il bosco delle Penne Mozze è un vero e proprio museo immerso nella natura, in un’area di 15.956 m² ove sono presenti 15 sentieri, ognuno dedicato alle 15 Medaglie d’Oro al valor militare agli alpini trevigiani.
In questi sentieri sono site le lapidi, suddivise per guerre e raggruppate per i comuni di nascita di tutti gli alpini della provincia di Treviso, deceduti durante tutte le guerre del 1900. Il sentiero è suddiviso per settori colorati i quali stanno ad indicare i caduti durante le diverse guerre per cui troveremo nel settore arancio i caduti della battaglia di Adua del 1896, il settore rosa accoglie i caduti della guerra in Libia del 1911-1912, nel settore giallo ci sono gli alpini morti nella Grande Guerra, 1915-1918, i caduti per la conquista dell’Africa avvenuta nel 1935-1936 li troviamo nel settore viola, nel settore verde troviamo quelli deceduti nella Seconda Guerra Mondiale e infine nel settore azzurro ci sono coloro che sono morti in servizio.
Su ogni stela è inciso nome, cognome, data e comune di nascita, il reggimento di appartenenza, il luogo e la data di morte e a oggi sono presenti 2403 stele.
All'interno del Bosco è presente "L'Albero del ricordo”, su di esso vengono poste delle medaglie per ricordare tutti i caduti alpini italiani, sulle quali è inciso il nome della sezione, a oggi sono presenti 42 targhe.

## Gli alpini e il bosco
Il bosco delle Penne Mozze, come si è visto, è situato su una vasta superficie, pertanto la sua manutenzione richiede l'investimento di molte energie. Nel libro "Il bosco delle Penne Mozze... per non dimenticare" viene riportato che gli alpini dedicano particolari attenzioni alla cura del bosco, sia per rispettare il significato di tale luogo sia perché vengono svolti eventi al suo interno. Le quattro sezioni Vittorio Veneto, Conegliano, Valdobbiadene e Treviso svolgono regolarmente le loro mansioni di riordino della piccola foresta. Le prime due hanno il compito di tagliare l’erba, la terza di sistemare i sentieri del bosco mentre alla sezione di Cison spetta la manodopera restante. Il mese di luglio lo dedicano a un riordino generale dell’intero bosco, mentre gli altri mesi svolgono il necessario per garantire un luogo sicuro e ordinato.
Come riportato sopra gli alpini svolgono da diversi anni alcuni eventi. 
Ricordiamo:
- a maggio 2016 l'Adunata Nazionale tenutasi a Pordenone, dove gli alpini della sezione di Cison, in ricordo dei fratelli caduti in guerra, sono arrivati a piedi. Nel 2017 si terrà a Treviso, dal 12 al 14 maggio, anche in tale occasione, gli alpini delle Penne Mozze arriveranno all'adunata a piedi, grazie alla loro buona volontà e al desiderio di onorare gli alpini, vittime delle guerre. Tutto ciò viene ricordato nel sito[6].Nel 2017 si terrà l'88° adunata dal 12-14 maggio;
- a settembre si è svolto il 45º raduno presso il bosco.Tendenzialmente l'adunata ha inizio con l'alzabandiera e il ricordo degli alpini deceduti. Quest'anno hanno posto la loro targa sul grande albero le sezioni Ana di Roma e Udine.Segue la celebrazione della Santa Messa e intrattenimento grazie alla banda di Cison;
- alla Vigilia di Natale, presso la casa degli alpini adiacente al bosco, viene celebrata la Santa Messa e l'accensione della fiaccola.

Oltre agli eventi annuali gli alpini accolgono le iniziative che vengono loro proposte. Ad esempio per la ricorrenza di San Daniele, l'associazione di calcio del luogo richiede la collaborazione delle Penne Mozze per realizzare al meglio il loro evento.
Inoltre vi sono scolaresche e persone dall'estero che vanno a visitare il bosco. Il 2016 è stato un anno ricco di visite, circa settanta comitive hanno manifestato la loro attenzione per tale luogo ricco di storia. Altri incontri presso il bosco, i quali sono stati introdotti tre anni fa. Ricordiamo la Festa degli alberi, l'8 marzo, viene svolta in collaborazione con le scuole elementari di Cison. Mentre il 15 aprile assieme alla cittadina vicina a Cison, Follina, viene effettuata una giornata dedicata al ricordo, infatti l'evento viene intitolato "Per ricordare". Informazioni presenti sul sito dedicato al Bosco delle Penne Mozze,